# Octophialucium medium
Octophialucium medium is een hydroïdpoliep uit de familie Malagazziidae. De poliep komt uit het geslacht Octophialucium. Octophialucium medium werd in 1955 voor het eerst wetenschappelijk beschreven door Kramp. 